# Ayodhya (Distrikt)
Der Distrikt Ayodhya (Hindi अयोध्या जिला), bis 2018 Faizabad (bis 1947 in der Schreibweise Fyzabad), ist ein Distrikt des indischen Bundesstaats Uttar Pradesh. Verwaltungszentrum ist die namensgebende Stadt Ayodhya.

## Geografie

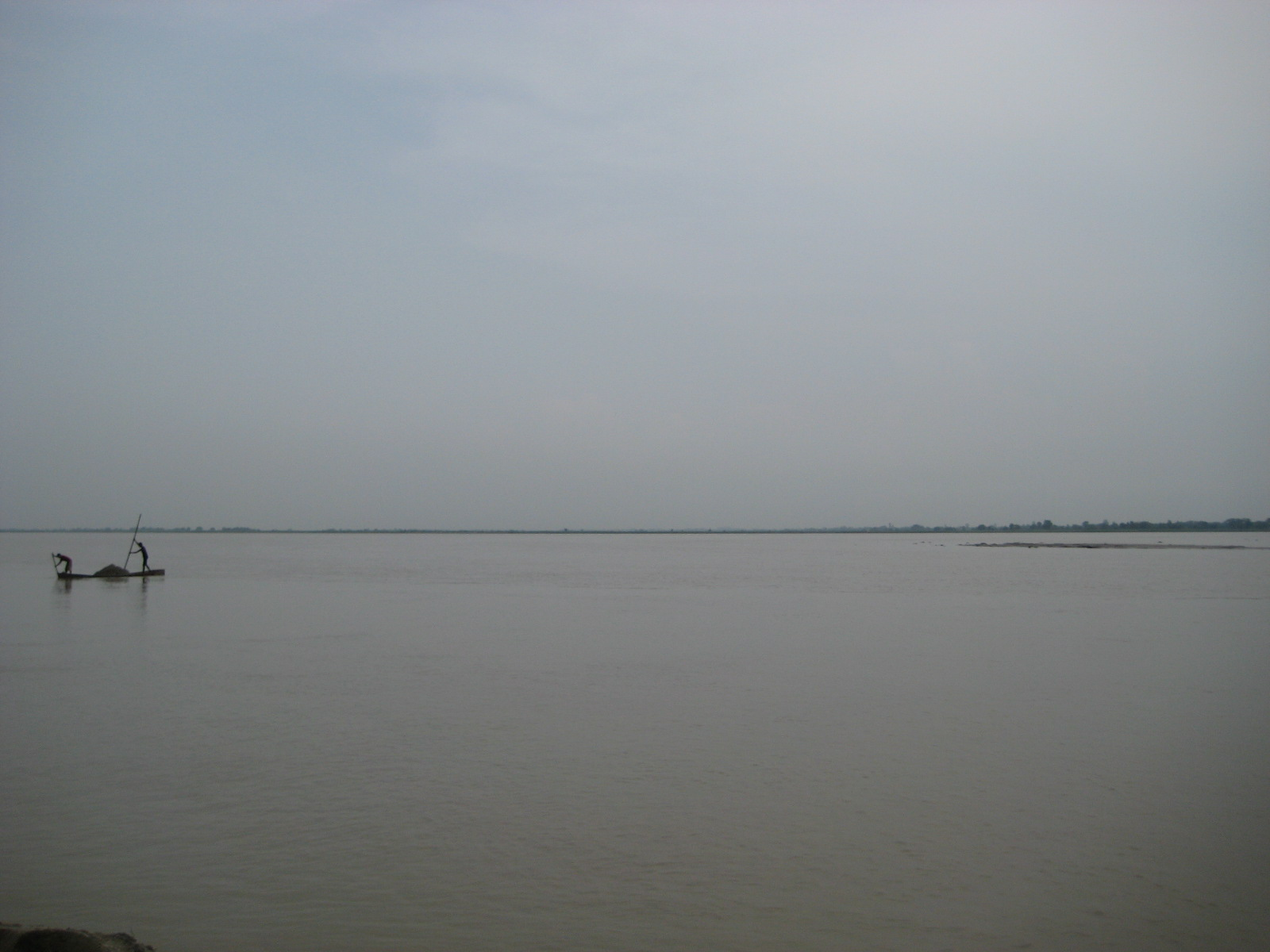
Der Ghaghara-Fluss bei Faizabad

Der Distrikt Ayodhya liegt in der Region Awadh (Oudh) in Zentral-Uttar-Pradesh und ist Teil der Division Ayodhya. Nachbardistrikte sind Gonda im Norden, Basti im Nordosten, Ambedkar Nagar im Osten, Sultanpur im Südosten, Amethi im Südwesten und Barabanki im Westen.
Die Fläche des Distrikts beträgt 2341 km². Das Distriktgebiet gehört zur Gangesebene. Das Terrain ist gänzlich flach und wird intensiv landwirtschaftlich genutzt. Im Norden bildet die Ghaghara, ein großer Nebenfluss des Ganges, die Grenze des Distrikts. Im Südwesten tangiert der Gomti-Fluss kurz das Distriktgebiet. Außerdem entspringen die beiden Quellflüsse der Tamsa, Marha und Biswi, im Distrikt Ayodhya.

## Verwaltungsgliederung
Der Distrikt Ayodhya ist in die fünf Tehsils Faizabad, Bikapur, Sohawal, Milkipur und Rudauli unterteilt.

## Geschichte

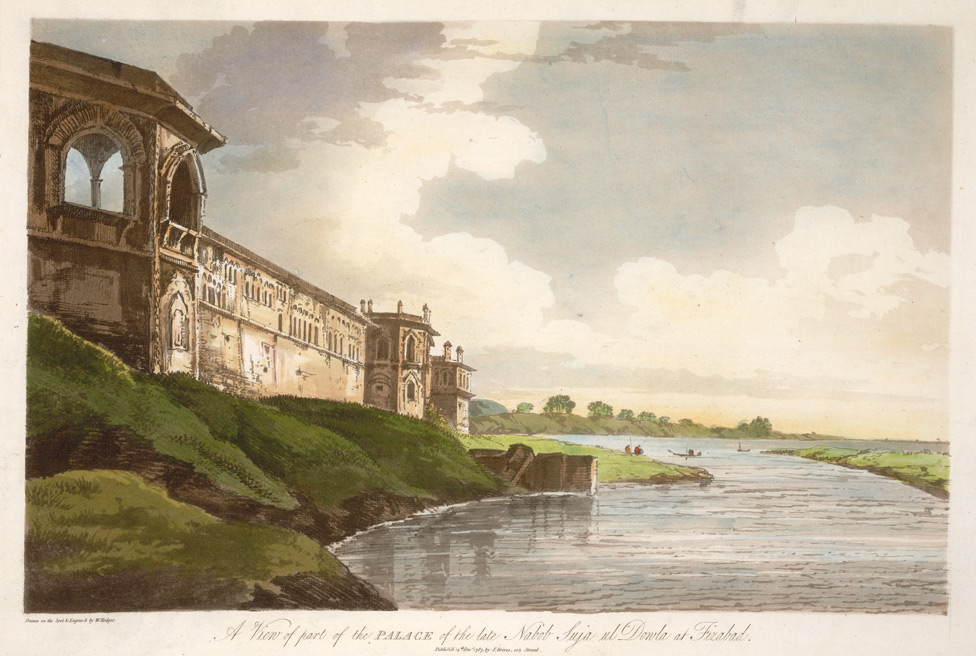
Das Fort von Faizabad (William Hodges, 1787)

Das Gebiet des heutigen Distrikts Ayodhya ist das Kernstück der Region Awadh. Die Distrikthauptstadt Ayodhya war im Altertum Hauptstadt des Königreichs Kosala und ist der Hindu-Mythologie zufolge der Geburtsort des Gottes Rama. Im 14. Jahrhundert kam das Gebiet unter islamische Herrschaft. Zur Zeit des Mogulreiches bildete die Region die Provinz (suba) Awadh (Oudh). 1724 machte sich der Nawab (Statthalter) Sa'adat Khan Unabhängig und begründete die Dynastie der Nawabs von Oudh. Hauptstadt war zunächst Faizabad, ab 1775 dann Lakhnau. 1856 wurde Oudh von den Briten annektiert, die den Distrikt Faizabad einrichteten. Seit 1869, als eine Grenzanpassung zum Nachbardistrikt Sultanpur stattfand (Abtretung von etwa 655 Quadratmeilen), änderten sich die Distriktgrenzen bis zum Ende Britisch-Indiens nur noch geringfügig. Da der Fluss Ghaghara, der in einem längeren Abschnitt die nördliche Distriktgrenze bildete, seinen Lauf mehrfach änderte, variierte damit auch die Distriktfläche (1689 mi² im Jahr 1869, 1726 mi² im Jahr 1899, 1714 mi² im Jahr 1941, 1710 mi² im Jahr 1951). 1954 wurde eine kleine, zum Distrikt Faizabad gehörige Exklave an den Distrikt Azamgarh abgetreten und im Gegenzug erhielt ersterer zwei Grenzdörfer von Azamgarh. Dadurch verringerte sich die Fläche erneut um vier Quadratmeilen. Zur Zeit Britisch-Indiens gehörte der Distrikt zur Provinz Oudh, die 1902 mit den Northwestern Provinces zu den United Provinces of Agra and Oudh zusammengelegt wurde. Nach der indischen Unabhängigkeit 1947 ging aus den United Provinces der Bundesstaat Uttar Pradesh hervor.
Kurz nach der Unabhängigkeit Indiens wurde am 4. November 1947 die offizielle Schreibweise per Regierungsverordnung von bisher Fyzabad in Faizabad geändert. 1995 wurde aus dem Ostteil des Distrikts Faizabad der Distrikt Ambedkar Nagar gebildet. Am 6. November 2018 kündigte der im Vorjahr ins Amt gewählte Chief Minister von Uttar Pradesh, Yogi Adityanath (BJP), an, dass der Distrikt künftig den Namen Ayodhya tragen solle.

## Bevölkerung
Bei der Volkszählung 2011 hatte der damalige Distrikt Faizabad 2.470.996 Einwohner. Zwischen 2001 und 2011 wuchs die Einwohnerzahl um 18 Prozent und damit etwas langsamer als im Mittel Uttar Pradeshs (20 Prozent). Die Bevölkerungsdichte lag mit 1056 Einwohnern pro km² noch über dem ohnehin schon hohen Durchschnitt des Bundesstaates (829 Einwohner pro km²). Dabei ist der Distrikt recht ländlich geprägt: Nur 14 Prozent der Bevölkerung lebten in Städten. Der Urbanisierungsgrad war damit niedriger als der Mittelwert von Uttar Pradesh (22 Prozent). Die Alphabetisierungsquote entsprach mit 69 Prozent dem Durchschnitt des Bundesstaates (68 Prozent).
Unter den Einwohnern des Distrikts stellten nach der Volkszählung 2001 Hindus mit 85 Prozent die Mehrheit. Daneben gab es eine muslimische Minderheit von 15 Prozent.

## Städte
| Stadt      | Einwohner (2001) |
| ---------- | ---------------- |
| Ayodhya    | 49.593           |
| Bhadarsa   | 11.369           |
| Bikapur    | 12.355           |
| Faizabad   | 144.924          |
| Gosainganj | 12.622           |
| Rudauli    | 36.804           |